# Нова Весь-Лемборська (гміна)
Гміна Нова Весь-Лемборська (пол. Gmina Nowa Wieś Lęborska) — сільська гміна у північній Польщі. Належить до Лемборського повіту Поморського воєводства.
Станом на 31 грудня 2011 у гміні проживало 13295 осіб.

## Територія
Згідно з даними за 2007 рік площа гміни становила 270.39 км², у тому числі:
- орні землі: 60.00%
- ліси: 30.00%

Таким чином, площа гміни становить 38.25% площі повіту.

## Населення
Станом на 31 грудня 2011:
| Опис     | Загалом | Загалом | Чоловіки | Чоловіки | Жінки | Жінки |
| -------- | ------- | ------- | -------- | -------- | ----- | ----- |
| одиниця  | осіб    | %       | осіб     | %        | осіб  | %     |
| все      | 13295   | 100     | 6757     | 50.82    | 6538  | 49.18 |
| міське   | 0       | 100     | 0        |          | 0     |       |
| сільське | 13295   | 100     | 6757     | 50.82    | 6538  | 49.18 |

## Сусідні гміни
Гміна Нова Весь-Лемборська межує з такими гмінами: Вицько, Ґлувчице, Лемборк, Ленчице, Потенґово, Хочево, Цевіце.